# Жулонас, Альгирдас
Альгирдас Жулонас — советский самбист, победитель Кубка СССР 1975 года, серебряный призёр соревнований по самбо летней Спартакиады народов СССР 1975 года, серебряный призёр чемпионата Европы 1976 года в Ленинграде, мастер спорта СССР международного класса. Представлял спортивное общество «Динамо» (Паневежис). Выступал во полутяжёлой весовой категории (до 100 кг). Является руководителем спортивного клуба «Pelėda» в Вильнюсе.

## Всесоюзный соревнования
- Кубок СССР по самбо 1975 — ;
- Борьба самбо на летней Спартакиаде народов СССР 1975 — ;